# Oberwall (Berg bei Neumarkt in der Oberpfalz)

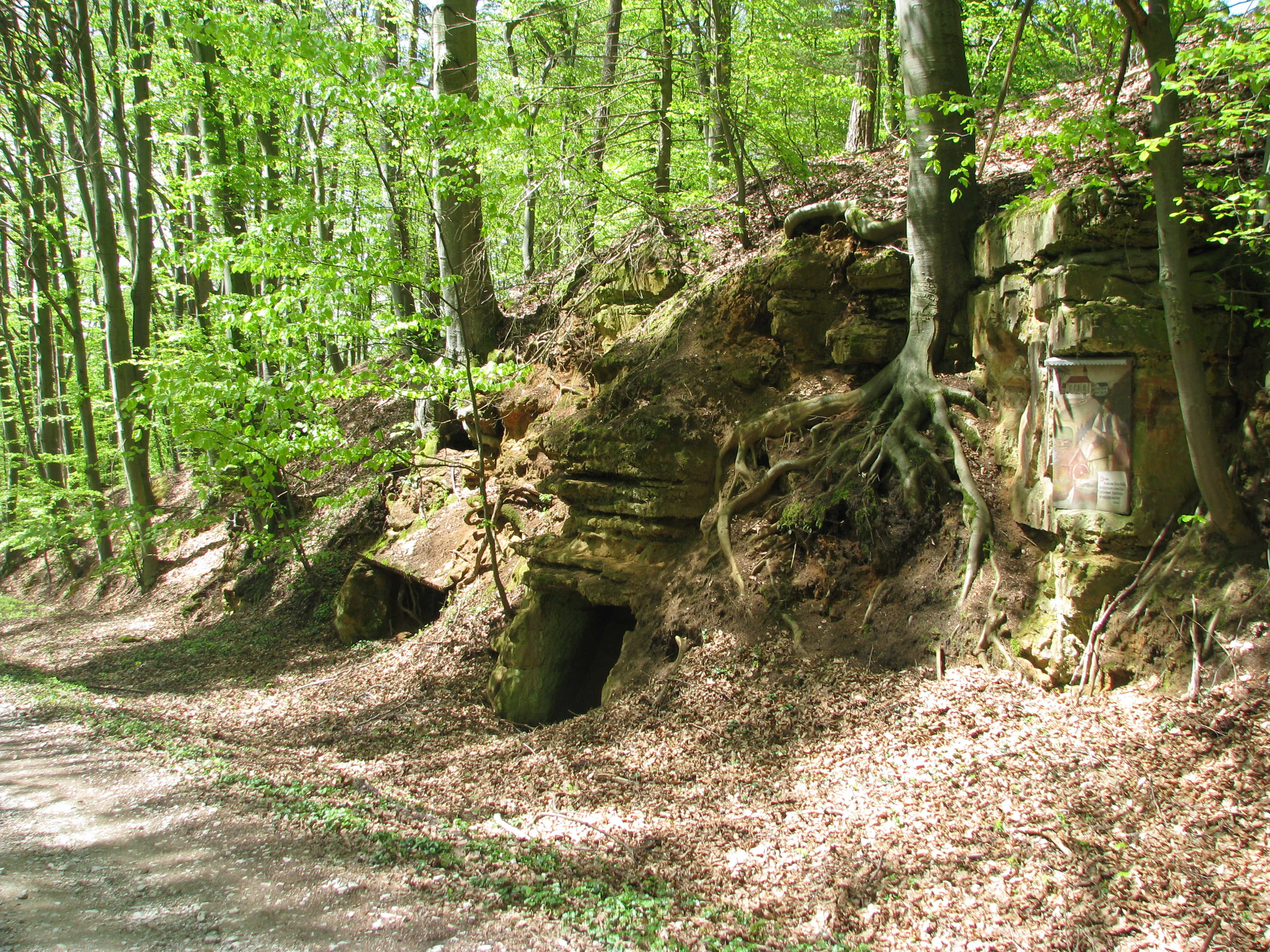
Felsenkeller bei Oberwall

Oberwall ist ein Gemeindeteil der Gemeinde Berg bei Neumarkt in der Oberpfalz im Landkreis Neumarkt in der Oberpfalz in Bayern.

## Geographie
Der Weiler liegt im Oberpfälzer Jura auf circa 475 m ü. NHN etwa dreieinhalb Kilometer nordöstlich des Gemeindesitzes. Bei Oberwall entspringt der Oberwaller Bach, der der Schwarzach zufließt.

## Geschichte
Oberwall ist 1031 erstmals im Besitzverzeichnis des Benediktinerklosters St. Emmeram zu Regensburg verzeichnet, das der Klosterpropst Arnold anlegen ließ. Der Weiler gehörte zur Propstei Litzlohe dieses Klosters. Indirekt wird der Weiler auch im Jahr 1390 erwähnt, als Heinrich der Sygersdorfer/Syrsdorfer, gesessen zu „niedern Wald“, als Urkundenzeuge in Erscheinung tritt.  Als Ortsname erscheint auch „Oberwahl“, das zum heutigen „Oberwall“ wurde. Von 1518 bis 1530 ist der Landsasse Thoman Moringer zu Wald erwähnt, nach ihm Sebastian Crazer. Als im Dreißigjährigen Krieg 1639 die herzogliche Regierung von Amberg von den ihr unterstellten Ämtern Berichte über die Belegungsfähigkeit in den einzelnen Orten für das Winterquartier von Truppen anforderte, wurden vom Amt Pfaffenhofen drei Höfe von „Wahl“ als belegungsfähig gemeldet.
Gegen Ende des Alten Reiches, um 1800, bestand der Weiler aus vier Halbhöfen, die dem Kastenamt Pfaffenhofen zinsten und auf denen die Untertanen-Familien Seiz, Fürst, Geisler und Wolf saßen. Die Gemeinde besaß ein Hirtenhaus. Die Hochgerichtsbarkeit übte das Pflegamt Pfaffenhofen aus. Dem Repertorium zum topographischen Atlasblatt Neumarkt von 1836 ist zu entnehmen, dass Oberwall nunmehr aus fünf Höfen bestand und hier eine „Branntweinbrennerey“ betrieben wurde. Später, um 1900, ist jedoch wieder nur von vier Höfen bzw. Wohngebäuden die Rede. Die Marienkapelle zwischen Unterwall und Oberwall wurde von beiden Orten 1913 gebaut und in der Folgezeit auch unterhalten.
Im Königreich Bayern (1806) wurde Oberwall dem Steuerdistrikt Haimburg, um 1810/20 der Ruralgemeinde Haimburg zugeteilt, die außer Haimburg und Oberwall noch Unterwall umfasste. Diese Gemeinde lag im Landgericht Pfaffenhofen des Regenkreises, das 1824 nach Kastl verlegt wurde und von da an Landgericht Kastl hieß. 1939 wurde die Gemeinde Haimburg aufgelöst, Oberwall kam mit Unterwall zur Gemeinde Berg im Bezirksamt und späteren Landkreis Neumarkt. 
Kirchlich gehörte Oberwall zur katholischen Pfarrei Litzlohe, wohin die Kinder auch zur Schule gingen. Zum 1. September 1937 wurde der Weiler in die Pfarrei Berg umgepfarrt.
Trotz deutlichen Anstiegs der Zahl der Wohngebäude in den 1980er Jahren ist die Einwohnerzahl seit dem 19. Jahrhundert mit circa 25 bis 30 in etwa konstant geblieben.

## Einwohnerentwicklung
- 1836: 28 (5 Häuser)[11]
- 1861: 29 (15 Gebäude)[12]
- 1900: 29 (4 Wohngebäude)[13]
- 1937: 32[14]
- 1950: 21 (4 Wohngebäude)[15]
- 1961: 18 (4 Wohngebäude)[16]
- 1987: 23 (8 Wohngebäude, 9 Wohnungen)[17]
- 2015: 29[18]

## Verkehrsanbindung
Oberwall ist über eine Gemeindeverbindungsstraße von Unterwall her zu erreichen. Nach Oberwall geht sie in einen Wirtschaftsweg über, der auf die Jurahöhe zum Pilsacher Gemeindeteil Wünn führt.